# Bernhard Schlegel
Ernst Bernhard Schlegel, född 17 januari 1838 i Stockholm, död där 8 december 1896, var en svensk skriftställare
Schlegel, som var son till en vinhandlare, blev 1854 student vid Uppsala universitet, avlade 1864 kameralexamen och blev extra ordinarie notarie i Kammarkollegium, men lämnade snart ämbetsmannabanan. 
Schlegel bedrev forskning inom genealogi, heraldik och topografi och utgav bland annat Svensk heraldik (1874), Den med sköldebref förlänade men ej å riddarhuset introducerade svenska adelns ättartaflor (1875), Slottet Wijk (1876), Slottet Engsö (1877), Uplands herregårdar (1877–1881), de fyra sistnämnda tillsammans med Carl Arvid Klingspor, och Bergqvara gods och slott (1897).
Bernhard Schlegel är begravd på Norra begravningsplatsen utanför Stockholm.